# Station Jagielno
Station Jagielno is een spoorwegstation in de Poolse plaats Jagielno.